# Æthelstan wessexi király
Æthelstan, más írásmóddal Adelstan, Athelstan, Ethelstan, angolszász formájában Æthelstan (897 k. – 939. október 27.) wessex és több más angolszász királyság királya. 927-ben Northumbria és York elfoglalásával befejezte az angolszász állam megteremtését, így lényegében ő volt Anglia első tényleges ura. Folyamatosan harcolt a brit őslakók és a dánok ellen, és a brunnaburgi győzelemmel (937) egész Anglia urává lett. Ő volt az első olyan angol király, akinek a walesi és a skót uralkodó is hűbéresküt tett.
Ünnepelt király, az Isten kegyelméből uralta egész Angliát, amelyen előtte sok király osztozott

## Élete
I. Eduárd wessexi király fiaként és Nagy Alfréd unokájaként született. Nagynénje, Æthelflæd nevelte fel Mercia királyságában. Édesapját 925-ben követte az uralkodásban. Egész élete csupa küzdelem volt; vitézül harcolt a brit őslakók és a dánok ellen.926-ba szövetséget kötött Sigtrygg northumbriai királlyal Yorkban. 927-ben elfoglalta a korábban viking kézben levő Yorkot, Devont. Cornwall és Skócia irányába vezetett hadjáratokat, s felvette a "Rex totius Britanniæ" ('egész Britannia királya') címet. Megerősítette a határokat és kemény kézzel kormányozta országát. 933-ban lázadás tört ki ellene, és öccsét, Edwint akarták megtenni királynak, de ez utóbbi a tengeren viharba keveredett és ott veszett. Uralmát 937-ben nagy veszély fenyegette, mivel Skóciai Konstantin, Strathclyde-i Owain és Olaf Guthfrithson, a yorki trónkövetelő egyesült erővel megtámadta Angliát.
Athelstan Brunnaburgnál visszaverte őket, így egész Anglia urává lett. Az ütközetet az Angolszász Krónika is megörökítette.
A költők megénekelték, és egész Európa ismerte nevét. Különben zsarnok módra uralkodott. Ennek ellenére szívesen látott vendégül más uralkodókat, emberséges törvényeket hozott, nemzeti pénzrendszert vezetett be, és tehetséggel kormányozta az egyesített országot. Mint mélyen vallásos ember, erősen pártfogolta a kolostorokat, és Somersetben apátságot is alapított Muchelney néven. Európából sok szent ereklyéit hozatta Angliába. Egyik nővére Együgyű Károly francia királynak, a másik Nagy Ottó német császárnak lett a felesége, a harmadiknak a francia Capet Hugó édesapja. 939-ben hunyt el, de nem Winchesterben, a családi mauzóleumban temették el, hanem kedvenc apátsága, Malmesbury lett nyughelye. Mivel soha sem nősült meg, halála után Edmund nevű öccse követte őt az uralkodásban.

## Egyéb
Athelstan fennmaradt hat törvénykönyvének rendelkezései szigorúan büntetik a lopást és a korrupciót, ám méltányosak a fiatalokkal szemben, és igyekszenek enyhíteni a legelesettebbek helyzetét. Nagyszámú oklevelének formája és stílusa a képzett tisztviselőtestület munkáját dicséri, az angol közigazgatás kezdetei talán erre az időre nyúlnak vissza. Számos pénzverő helyet műnködtetett, amelyekből jelentős jövedelmet szerzett. 

„Athelstan király felszabadította Eadhelmet rögtön azután, hogy király lett. Aelfheah, a pap és a közösség, Aelfric, az ispán, Wulfnoth, a Fehér, Eanstan, a perjel és Byrnstan, a pap voltak tanúi ennek. Aki megmásítja ezt, vonja magára Isten kegyének elvesztését s mindannak következményét, amit Én, Isten kegyelméből Angliában megszereztem. És Én a gyermekeknek ugyanazt adományozom, mint amit az apának adományoztam.”

– Æthelstan rabszolgát szabadít fel 925-ben